# Live in Texas: Dead Armadillos
Live in Texas: Dead Armadillos è un album dal vivo del gruppo musicale britannico Trapeze, pubblicato nel 1981.

## Tracce
1. Back Street Love – 6:55
2. Hold On – 5:29
3. Midnight Flyer – 7:33
4. You Are The Music – 6:01
5. Black Cloud – 9:05
6. Way Back To The Bone – 6:58

## Formazione
- Mel Galley – chitarra, voce
- Pete Goalby – voce, chitarra
- Pete Wright – basso
- Steve Bray – batteria